# Sulfilimine

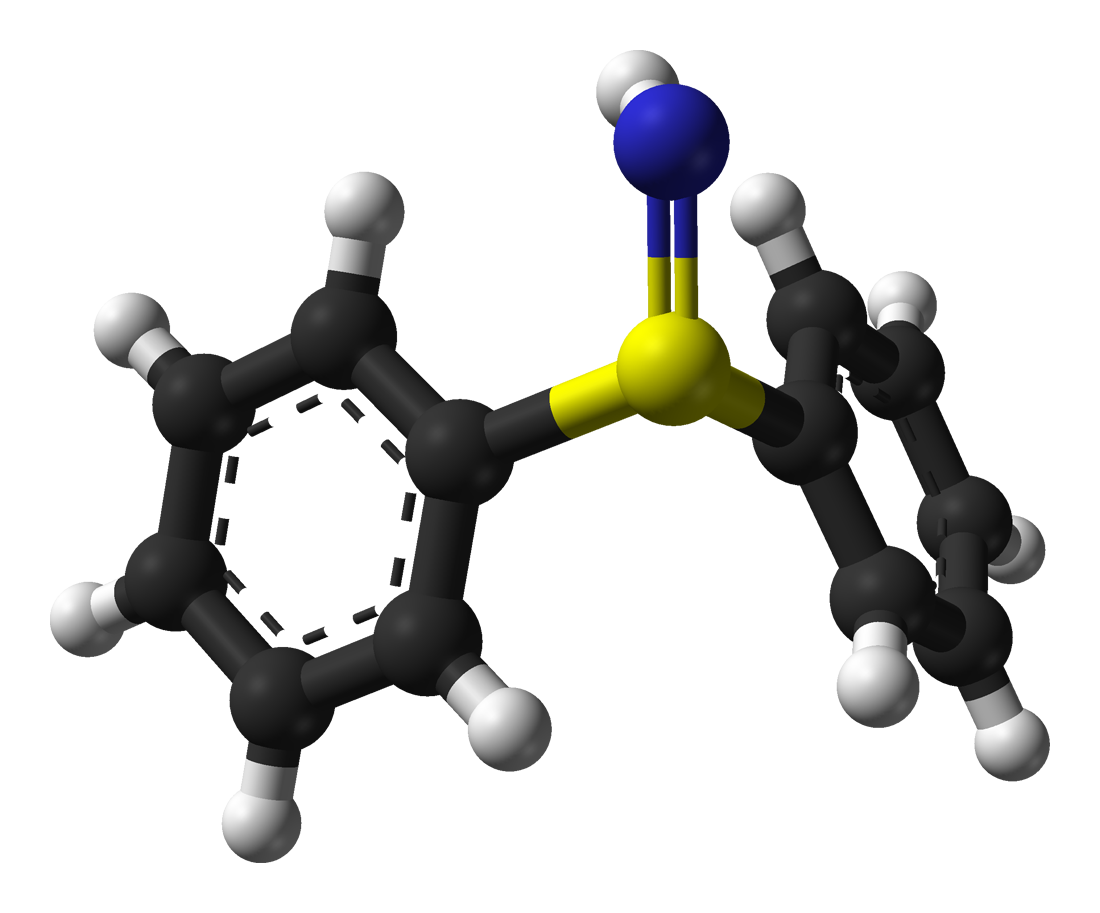
Modèle moléculaire de la molécule diphénylsulfimide,.

Une sulfilimine (ou sulfimide) est composé organique possédant une double liaison entre un atome de soufre et un atome d'azote. Le composé parent de ce groupe fonctionnel est la sulfilimine H2S=NH. La méthylphénylsulfoximine et la S,S-diphénylsulfilimine sont des exemples de ce type de composés.

## Liaison sulfilimine dans les protéines
Les liaisons sulfilimines stabilisent les collagènes de type IV que l'on trouve dans la matrice extracellulaire. Ces liaisons lient de façon covalente les hydroxylysines et les méthionines des chaînes polypeptidiques adjacentes pour donner une forme trimérique au collagène.